# یواس‌آرسی اسنوهومیش (۱۹۰۸)
یواس‌آرسی اسنوهومیش (۱۹۰۸) (به انگلیسی: USRC Snohomish (1908)) یک کشتی بود که طول آن ۱۵۲ فوت (۴۶ متر) بود.